# Báthori Miklós (országbíró)
Ecsedi Báthori Miklós (1520 körül – Ecsed, 1584. december 17.) országbíró.

## Élete
Ecsedi Báthori András (†1534) tárnokmester és Rozgonyi Katalin fiaként született 5 fiú- és 1 lánytestvérével együtt. Egyik testvére, András (Bonaventura) ugyancsak viselte az országbírói tisztséget.
Itáliában tanult. 1551-ben apósával együtt harcolt Becsénél. Eredetileg János Zsigmond híve volt, de 1561-ben testvére, András unszolására átállt Ferdinándhoz.
1563-ban részt vett I. Miksa koronázásán. 1563-ban Szabolcs és Szatmár, 1567-ben Somogy vármegye főispánja lett. 1564 János Zsigmond megostromolta őt Ecseden, de ígéretei következtében az ostromot félbehagyta. 1568-ban I. Miksa országbíróvá nevezte ki, amely tisztséget élete végéig viselte. 1570-ben gyanúba keveredett a Dobó–Balassa-féle összeesküvés kapcsán, de sikerült tisztáznia magát. 
1570-ben leverte Karácsony György népi-vallásos mozgalmát.
1574-ben felborult kocsijával és mindkét lábát eltörte, de súlyos balesete ellenére még tíz évet élt.

## Családja
Losonci István temesvári kapitány egyik lányát, Fruzsinát vette feleségül.